# Ludwik Janczyszyn

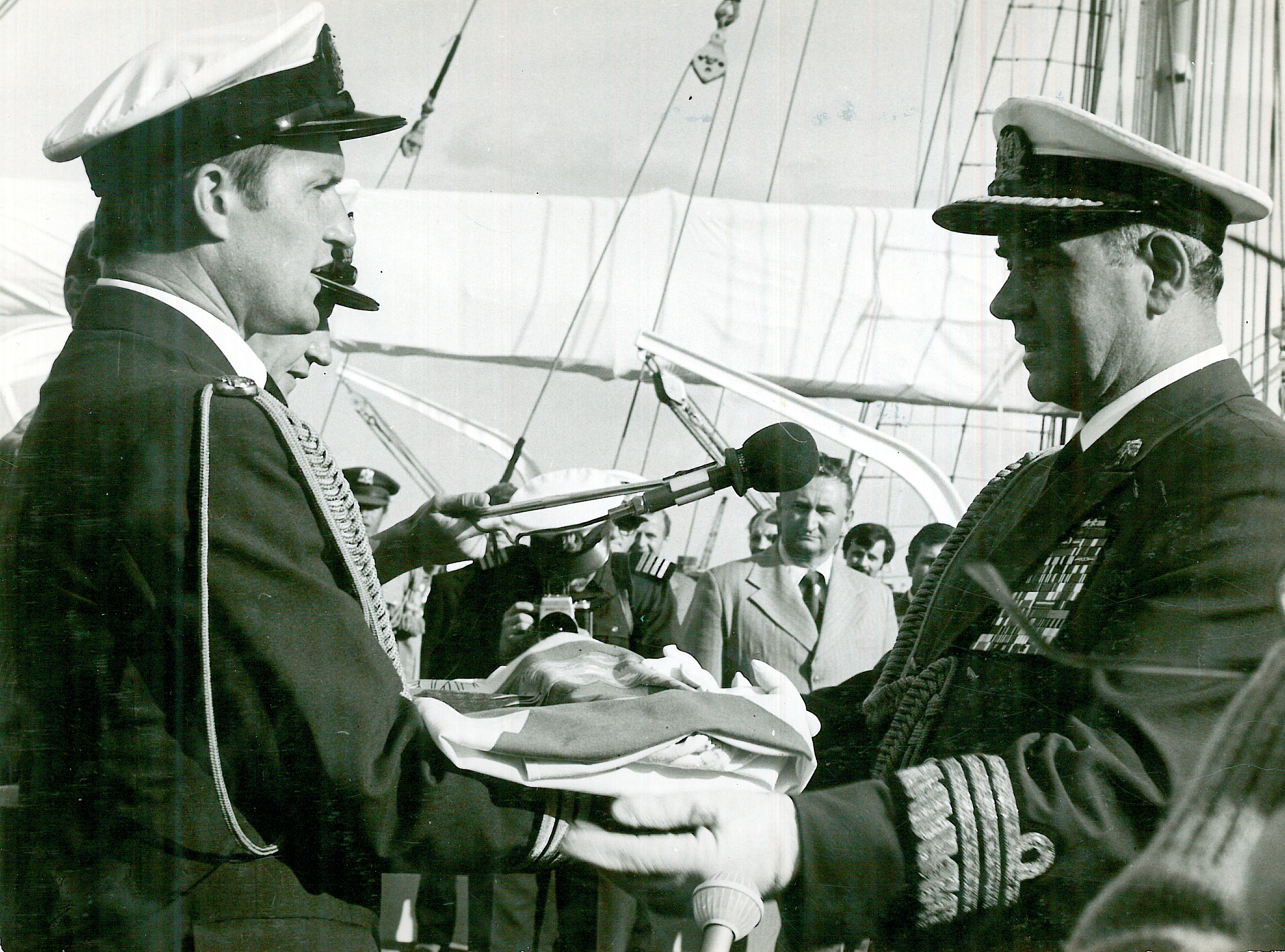
Admiral Ludwik Janczyszyn (rechts) bei der Indienststellung der ORP Iskra, des Segelschulschiffs der polnischen Marine, und der Übergabe der Hausflagge an den späteren Kommandanten der Marineakademie, Konteradmiral Czesław Dyrcz (11. August 1982)

Ludwik Janczyszyn (* 11. Mai 1923 in Krasne, Woiwodschaft Tarnopol, heute Ukraine; † 27. Juli 1994 in Gdynia) war ein polnischer Admiral, Politiker der Polnischen Vereinigten Arbeiterpartei (PZPR) sowie Diplomat, der zwischen 1969 und 1986 Befehlshaber der Marine der Volksrepublik Polen war. Er war der erste Marineoffizier in der Geschichte der polnischen Marine, der zum Admiral befördert wurde, und hatte die längste Amtszeit als Marinebefehlshaber. Später war er Botschafter in Syrien und Jordanien.

## Leben

### Ausbildung zum Offizier, Zweiter Weltkrieg und Stabschef der Marine
Janczyszyn absolvierte nach dem Schulbesuch eine Ausbildung an der Offiziersschule der Infanterie (Oficerska Szkoła Piechoty) und trat nach deren Abschluss während des Zweiten Weltkrieges in die polnischen Streitkräfte in der Sowjetunion sowie anschließend 1944 in die von General Zygmunt Berling kommandierte Erste Armee (1 Armia Wojska Polskiego) der neugegründeten Polnischen Volksarmee ein. Dort war er erst Zugführer sowie danach Kompaniechef einer Infanteriekompanie im 1. Prager Infanterieregiment der 1. Infanteriedivision. Während des Warschauer Aufstandes und der Schlacht um Ostpommern bei Kołobrzeg wurde er zwei Mal verwundet.
Nach Kriegsende war Janczyszyn, der 1946 Mitglied der Polnischen Arbeiterpartei PPR (Polska Partia Robotnicza) sowie 1948 der Polnischen Vereinigten Arbeiterpartei PZPR (Polska Zjednoczona Partia Robotnicza) wurde, zwischen 1946 und 1949 Absolvent der Marineoffiziersschule (Oficerska Szkoła Marynarki Wojennej) in Gdynia und war danach zunächst stellvertretender Chef der Politverwaltung der Marineoffiziersschule sowie 1950 für kurze Zeit Kommandant des Minensuchbootes ORP Orlik, ehe er daraufhin von 1950 bis 1952 stellvertretender Kommandant des Zerstörers ORP Błyskawica war. Nach dem Besuch von Navigations- und Artilleriekursen an der Marineakademie der Sowjetunion war er zwischen 1952 und 1956 nacheinander Flaggschiffoffizier, Stabschef sowie Befehlshaber der Hauptmarinebasis (Baza Główna Marynarki Wojennej) in Gdynia.
Nachdem anschließenden Besuch höherer Lehrveranstaltungen wurde er 1957 zunächst stellvertretender Chef des Stabes sowie 1959 als Nachfolger von Konteradmiral Jan Wiśniewski Chef des Stabes der Marine (Szef Sztabu Głównego Marynarki Wojennej). Diese Funktion bekleidete Janczyszyn, der 1960 zum Konteradmiral befördert wurde, zehn Jahre lang bis zu seiner Ablösung durch Konteradmiral Henryk Pietraszkiewicz 1969. Zwischenzeitlich schloss er 1966 ein Studium im Fach Navigation an der Hochschule der Marine (Wyższa Szkoła Marynarki Wojennej) als Ingenieur ab.

### Befehlshaber der Marine, Kriegsrecht und Botschafter
Am 19. November 1969 wurde Janczyszyn Nachfolger von Vizeadmiral Zdzisław Studziński als Befehlshaber der Marine (Dowódca Marynarki Wojennej) und behielt diese Funktion siebzehn Jahre lang bis zu seiner Ablösung durch Vizeadmiral Piotr Kołodziejczyk am 13. Februar 1986. Während dieser wurde er 1970 zum Vizeadmiral sowie 1978 als erster Offizier in der Geschichte der polnischen Marine zum Admiral befördert.
Zugleich übernahm er in dieser Zeit auch zunehmend politische Funktionen und war zwischen 1971 und 1986 sowohl Kandidat des Zentralkomitees (ZK) der PZPR sowie Mitglied des Präsidiums der Ideologischen Kommission sowie der Meereskommission des ZK der PZPR. Darüber hinaus wurde er 1972 erstmals zum Abgeordneten des Sejm gewählt und gehörte diesem für die PZPR bis 1989 an. Zugleich fungierte er von 1974 bis 1990 als Mitglied des Nationalrates des Verbandes der Kämpfer für Freiheit und Demokratie ZBoWiD (Związek Bojowników o Wolność i Demokrację), der offiziellen staatlich kontrollierten Kriegsveteranenvereinigung in der Volksrepublik Polen.
Bei den August-Streiks 1980 in Polen auf der Danziger Lenin-Werft lehnte er ein Einschreiten der Marine gegen die streikenden Werftarbeiter ab. Im darauf folgenden Manöver Waffenbrüderschaft ’80 des Warschauer Pakts warnte er am 6. September 1980 zwei sowjetische Admirale davor, was bisher nur innerpolitisch diskutiert worden war: Eine militärische Intervention in Polen werde nicht in einer „Normalisierung“ enden, wie in Prag 1968, sondern in einer Katastrophe, und sagte dazu: „Sollten Truppen nach Polen entsandt werden, würden Ströme von Blut fließen. Sie müssen verstehen, dass Sie es mit Polen zu tun haben – nicht mit Tschechen“. Nach der Verhängung des Kriegsrechtes am 13. Dezember 1981 durch Wojciech Jaruzelski wurde Janczyszyn Mitglied des Militärrates der Nationalen Rettung WRON (Wojskowa Rada Ocalenia Narodowego) und gehörte diesem bis zum 21. Juli 1983 an.
Nach seinem Ausscheiden aus dem aktiven Militärdienst wurde er 1986 Botschafter in Syrien und erhielt zugleich eine Akkreditierung als Botschafter in Jordanien. Er verblieb auf diesen Posten bis 1988 und wurde dann von Józef Baryła abgelöst, der als Generalleutnant und Chef der Politischen Hauptverwaltung der Polnischen Armee zwischen 1981 und 1983 ebenfalls Mitglied des Militärrates der Nationalen Rettung war.
Danach zog er sich weitgehend aus dem öffentlichen Leben zurück und wurde nach seinem Tod auf dem Friedhof Cmentarz Witomiński in Gdynia beigesetzt.

### Orden und Auszeichnungen
Während seiner langjährigen Laufbahn wurde Janczyszyn mehrfach mit in- und ausländischen Orden und Auszeichnungen geehrt. Zu den bedeutendsten Ehrungen gehören der Order Odrodzenia Polski, den er als Ritter, Offizier und zuletzt 1989 als Großoffizier verliehen bekam. Darüber hinaus erhielt er unter anderem das Verdienstkreuz der Republik Polen in Gold, die Medaille „Für die Teilnahme an den Kämpfen um Berlin“ sowie die Medaille für Oder, Neiße, Ostsee.
An ausländischen Orden erhielt er den Kronenorden von Belgien als Großoffizier sowie jeweils von der Sowjetunion den Rotbannerorden, den Orden der Völkerfreundschaft, die Medaille „Für die Einnahme Berlins“, die Medaille „Für die Befreiung Warschaus“, die Medaille „Festigung der Waffenbrüderschaft“, die Medaille „20. Jahrestag des Sieges im Großen Vaterländischen Krieg 1941–1945“, die Medaille „30. Jahrestag des Sieges im Großen Vaterländischen Krieg 1941–1945“, die Medaille „40. Jahrestag des Sieges im Großen Vaterländischen Krieg 1941–1945“ sowie die Medaille „60 Jahre Streitkräfte der UdSSR“.